# كل الضوء الذي لا نستطيع رؤيته (مسلسل)
كل الضوء الذي لا نستطيع رؤيته (بالإنجليزية: All the Light We Cannot See) هو مسلسل قصير دراما قادم من إخراج شون ليفي، المسلسل مبني على رواية تحمل نفس الاسم للكاتب أنتوني دوير. من المقرر عرض المسلسل على منصة نتفليكس.